# Aphaniosoma brevivittatum
Aphaniosoma brevivittatum är en tvåvingeart som beskrevs av Ebejer 1995. Aphaniosoma brevivittatum ingår i släktet Aphaniosoma och familjen gulflugor.
Artens utbredningsområde är Grekland. Inga underarter finns listade i Catalogue of Life.